# Brooke Adams
Brooke Adams, född 8 februari 1949 i New York, är en amerikansk skådespelerska.

## Roller i urval
- 1978 – Himmelska dagar
- 1978 – Världsrymden anfaller
- 1980 – Berätta din gåta
- 1983 – Dead Zone
- 1984 – Lace (miniserie)
- 1985 – Låsta förbindelser
- 1988 – Par i brott (TV-serie) (3 avsnitt)
- 1991 – Sometimes They Come Back
- 1992 – Gas Food Lodging
- 1993 – My Boyfriend's Back
- 2002–2009 – Monk (TV-serie) (5 avsnitt)
- 2008 – Law & Order: Special Victims Unit (TV-serie) (1 avsnitt)